# Eleição municipal de Erechim em 2004
A eleição municipal em Erechim em 2004 decorreu em 3 de outubro para eleger um prefeito, um vice-prefeito e dez vereadores, sem a possibilidade de um segundo turno. Os mandatos dos candidatos eleitos nesta eleição duraram ente 1º de janeiro de 2005 a 1º de janeiro de 2009.
O então prefeito, Elói Zanella, do PP, foi reeleito com mais de 34% dos votos, superando aos adversários Luiz Francisco Schmidt, do PPS, Antônio Dexheimer do PMDB, e Élio Spanhol, do PT.

## Resultados

### Prefeito
| Candidato(a)                 | Vice                       | 1º turno 3 de outubro de 2004 | 1º turno 3 de outubro de 2004 |
| Candidato(a)                 | Vice                       | Total                         | Percentagem                   |
| ---------------------------- | -------------------------- | ----------------------------- | ----------------------------- |
| Elói Zanella (PP)            | Luiz Antônio Tirello (PTB) | 19.043                        | 34,76%                        |
| Luiz Francisco Schmidt (PPS) |                            | 14.678                        | 26,79%                        |
| Antônio Dexheimer (PMDB)     |                            | 14.593                        | 26,64%                        |
| Élio Spanhol (PT)            |                            | 6.467                         | 11,81%                        |
| Total de votos válidos       | Total de votos válidos     | 54.781                        | 96,03%                        |
| → Votos em branco            | → Votos em branco          | 750                           | 1,31%                         |
| → Votos nulos                | → Votos nulos              | 1.516                         | 2,66%                         |
| Total                        | Total                      | 57.047                        | 87,64%                        |
| Abstenções                   | Abstenções                 | 8.042                         | 12,36%                        |
| Total de inscritos           | Total de inscritos         | 65.089                        | 100%                          |

### Vereadores eleitos
| Partido | Partido | Candidato               | Votos populares | Votos populares |
| Partido | Partido | Nome                    | Votos           | %               |
|         | PT      | Paulo Pólis             | 2.913           | 5,34%           |
|         | PT      | Anacleto Zanella        | 2.660           | 4,88%           |
|         | PMDB    | Zé da Cruz              | 1.833           | 3,36%           |
|         | PP      | Marcelinho Demoliner    | 1.676           | 3,07%           |
|         | PTB     | Carlinda Poletto Farina | 1.668           | 3,06%           |
|         | PP      | Eni Scandolara          | 1.657           | 3,04%           |
|         | PMDB    | Ernani Mello            | 1.641           | 3,01%           |
|         | PTB     | Brito                   | 1.342           | 2,46%           |
|         | PL      | Silvério Fortunato      | 900             | 1,65%           |
|         | PPS     | Vânia Miola             | 629             | 1,15%           |

#### Resumo geral
| Total de votos válidos  | Total de votos válidos  | 54.532 |
| Votos apurados          |                         |        |
| Votos válidos           | 95,59%                  | 54.532 |
| Votos em branco         | 2,70%                   | 1.539  |
| Votos nulos             | 1,71%                   | 976    |
| Total de votos apurados | Total de votos apurados | 57.047 |
| Eleitores               |                         |        |
| Comparecimento          | 87,64%                  | 57.047 |
| Abstenções              | 12,36%                  | 8.042  |
| Total de eleitores      | Total de eleitores      | 65.089 |